# Campionat d'Europa de Futbol sub-21 de la UEFA 1982
El Campionat d'Europa de Futbol sub-21 1982 dura dos anys (1980-1982). La selecció d'Anglaterra es proclamà vencedora per primera vegada.

## Fase final
Disputada el 1982.
| Quarts de final - Itàlia 0-1 Escòcia - Escòcia 0-0 Itàlia Escòcia guanya 1-0 en el global · - Espanya 1-0 R.F. Alemanya - R.F. Alemanya 2-0 Espanya Alemanya Federal guanya 2-1 en el global · - França 0-0 URSS - URSS 4-2 França URSS guanya 4-2 en el global · - Polònia 1-2 Anglaterra - Anglaterra 2-2 Polònia Anglaterra guanya 4-3 en el global |  | Semi-finals - Escòcia 0-1 Anglaterra - Anglaterra 1-1 Escòcia Anglaterra guanya 2-1 en el global · - URSS 3-4 R.F. Alemanya - R.F. Alemanya 5-0 URSS Alemanya Federal guanya 9-3 en el global |  | Final - Anglaterra 3-1 R.F. Alemanya - R.F. Alemanya 3-2 Anglaterra Anglaterra guanya 5-4 en el global · Anglaterra campió |

## Resultat
| Guanyadors del Campionat d'Europa de Futbol sub-21 de la UEFA 1982 · Anglaterra · 1r Títol |